# سارا سيرنا
سارا سيرنا (بالإسبانية: Sara Serna) (10 أكتوبر 1987 بساباديل في إسبانيا - ) هي لاعبة كرة قدم إسبانية في مركز الهجوم. لعبت مع نادي جيرونا وFC Levante Badalona ‏ وRCD Espanyol (women) ‏ وUE L'Estartit ‏.